# معيار دولي للاتصالات المتنقلة المتقدمة
الدولية للاتصالات المتنقلة-المتقدمة (IMT Advanced) هي المتطلبات التي يصدرها الاتحاد الدولي للإتصالات الراديوية (ITU-R) في عام 2008 على ما تم تسويقه كهواتف الجيل الرابع وخدمات الوصول للإنترنت.